# Множественная сульфатазная недостаточность
Мно́жественная сульфата́зная недоста́точность (сульфатидо́з ювени́льный, боле́знь О́стина, мукосульфатидо́з) — очень редкое аутосомно-рецессивное наследственное заболевание из группы лизосомных болезней накопления. Болезнь развивается в результате недостаточности формилглицинсинтезирующего фермента, активирующего некоторые  сульфатазы, среди которых три изофермента арилсульфатазы A, B, C и другие сульфатазы. Клиническая картина заболевания напоминает позднюю инфантильную форму метахроматической лейкодистрофии и мукополисахаридоза.

## Эпоним
Данное заболевание названо в честь  Джеймса Остина (James H. Austin), описавшего её в 1963 году.

## Эпидемиология
Во всём мире зарегистрировано сорок случаев множественной сульфатазной недостаточности.

## Наследование

Аутосомно-рецессивный механизм наследования болезни Остина: оба родителя больного ребёнка являются носителями дефектного гена (помечен красным кружочком). По законам Менделя в семье носителей мутации вероятность рождения больного ребёнка составляет 25 %.

Болезнь Остина наследуется, как и подавляющее большинство лизосомных болезней накопления, по аутосомно-рецессивному типу наследования. Следовательно, с одинаковой частотой встречается как у мужчин, так и у женщин.

## Патогенез
Множественная сульфатазная недостаточность развивается в результате недостаточности сульфатаз, вызванной мутациями гена SUMF1, расположенного на коротком плече 3-й хромосомы (3p26), который кодирует формилглицинсинтезирующий фермент (англ. FGE). В результате генетических мутаций в клетках синтезируются неактивная форма FGE — фермента, необходимого для посттрансляционной модификации остатков цистеина в активных центрах сульфатаз и синтеза формилглицина, вследствие чего сульфатазы не обладают активностью, необходимой для нормального разрушения и утилизации сульфат-содержащих комплексов муколипидов и мукополисахаридов внутри лизосом.

## Клиническая картина
Развитие патологической симптоматики связано с накоплением сложных липидов и мукополисахаридов внутри лизосом. Симптомы обычно появляются в возрасте от одного до двух лет. Клиническая картина объединяет признаки метахроматической лейкодистрофии, фенотип мукополисахаридоза и ихтиоз (связан с недостаточностью сульфатазы стероидов). Проявляется отставанием двигательного и психического развития с признаками, сочетающими неврологические расстройства с тяжёлой умственной отсталостью. Клинические симптомы включают загрубевшие черты лица, глухоту, ихтиоз, увеличение печени и селезёнки (гепатоспленомегалия). Встречаются аномалии скелета (искривление позвоночника и деформация грудной клетки). Кожа пациентов, как правило, сухая. Такие дети развиваются медленнее ровесников, отмечается задержка речевого развития и навыков ходьбы.

## Прогноз
Неблагоприятный — болезнь заканчивается летальным исходом к 10 — 13 годам жизни.